# Marijke van Lente-Huiskamp
Marijke Johanna van Lente-Huiskamp ('s-Heerenberg, 25 augustus 1954) is een Nederlands politica.
Zij is een pianiste en muziekdocente uit de stad Apeldoorn, die zes jaar namens de Volkspartij voor Vrijheid en Democratie (VVD) lid van de gemeenteraad van de gemeente Apeldoorn was, waarvan de laatste twee jaar tevens als wethouder. Hierna is zij acht jaar lang lid geweest van de Tweede Kamer, van 1994 tot 2002, de tijd van de paarse kabinetten.
In de Kamer verdiende zij haar sporen als woordvoerster arbeidsvoorziening en voorzitter van de commissie Volksgezondheid, Welzijn en Sport. Ze leidde voor zij Kamerlid werd een bedrijf dat opleidingen op het gebied van management en communicatie verzorgde. Op 1 april 2006 werd Van Lente burgemeester van Epe.
In november 2010 meldde zij zich ziek bij de Gelderse Commissaris van de Koningin Clemens Cornielje. Ze gaf aan "voor geruime tijd" afstand te nemen van haar werkzaamheden. Snel werd duidelijk dat haar afwezigheid zo lang zou duren dat Cornielje een waarnemer zocht. In de tussentijd was locoburgemeester René de Vries belast met de burgemeesterstaken op het gebied van openbare orde en veiligheid. Op 15 december 2010 werd partijgenoot Hans van der Hoeve beëdigd als waarnemend burgemeester.
- Parlement.com: vg09lll8ypce